# Rodolfo A. Álvarez
Rodolfo A. Álvarez (Junín, 1957) es un poeta, músico y periodista cultural argentino.
Publicó los libros: 
- Silueta por los bordes (1982, Del Núcleo)
- Pensamientos apuntados (1985, editorial Salido)
- Algunas palabras contra la pequeñez de la muerte (1991, editorial Salido)
- Paisaje Primavera (1991, editorial Salido)
- Biografeo/Distraigo (1992, Buenos Aires)
- Tres retratos (1993, Junín)
- Diarez Mamá (1993, Rosario, editorial El Heresiarca & Cía.Libro en común con Alejandro Schmidt; Pascual Antares; Jorge Dipré y Jorge Pablo Yakoncick, en el volumen Desfile de Monstruos, compilado por el propio Álvarez)
- Danza/Lanza (1996, Rosario, editorial El Heresiarca & Cía.)
- Pez en la medianía (1998, Junín)
- Bodas del no hacer (2000, editorial Salido)
- Palotes en la súplica (2001, editorial Radamanto, Córdoba)
- Lo definitivo (2001, Ediciones Del Árbol, Buenos Aires)
- El amor es tu risa (2006, Buenos Aires), entre otros.